# Niepochowany
Niepochowany (węg. A temetetlen halott, słow. Nepochovaný mŕtvy) – węgiersko-polsko-słowacki film fabularny z 2004 roku w reżyserii Márty Mészáros, z muzyką Zygmunta Koniecznego. Zdjęcia kręcono m.in. w Budapeszcie.

## Opis fabuły
Filmowa biografia Imre Nagya – premiera rządu węgierskiego podczas rewolucji w 1956. Film jest retrospekcją, której dokonuje sam bohater występujący w roli narratora. Film zawiera rozbudowaną sekwencję śledztwa i procesu, a także egzekucji, wykonanej w 1958 (w tle sceny przejmujące wokalizy Joanny Słowińskiej). Ostatnie sceny filmu przedstawiają ekshumację zwłok Nagya w 1989 i jego ponowny pogrzeb. Wartość filmu podnoszą wplecione w fabułę fragmenty filmów dokumentalnych, w większości obrazujących wydarzenia 1956.

## Obsada
- Jan Nowicki jako Imre Nagy
- Dénes Ujlaki jako Imre Nagy (głos)
- Marianna Moór jako Mária Égető
- György Cserhalmi jako lekarz więzienny
- Lili Horváth jako Erzsébet Nagy
- Jan Frycz jako śledczy
- Frigyes Hollósi jako śledczy (głos)
- Péter Andorai jako Ferenc Münnich
- Pál Mácsai jako Ferenc Vida
- János Kulka jako Gyula Kállai
- István Fazekas jako Karoly Kovacs
- Sándor Csányi jako Zoltán Tildy
- Frigyes Hollósi jako ambasador Jugosławii
- Imre Csuja jako Ferenc Janosi
- Zoltán Csankó jako członek grupy
- Ewa Telega jako rumuńska agentka
- Kinga Szűcs jako rumuńska agentka (głos)
- Vanda Turekova jako Erzsi
- Gabi Gubás jako Erzsi (głos)
- Hanna Błażejczak
- Enikö Börcsök

Źródło: ISzDb, kultura.hu, Filmweb.

## Wersja polska
Wersja polska: Telewizja Polska Agencja Filmowa

Reżyseria: Barbara Sołtysik

Dialogi: Grażyna Dyksińska-Rogalska na podstawie przekładu Haliny Rutkowskiej

Dźwięk: Wiesław Jurgała

Montaż: Danuta Rajewska

Kierownik produkcji: Krystyna Dynarowska

Wystąpili:
- Jan Nowicki – Imre Nagy
- Halina Łabonarska – Mária Égető
- Maria Ciunelis – Erzsébet Nagy
- Olaf Lubaszenko – lekarz więzienny
- Jan Frycz – śledczy
- Jerzy Rogowski – Ferenc Vida
- Marek Frąckowiak – Ferenc Janosi
- Jarosław Domin –
  - János Kádár,
  - Karoly Kovacs
- Włodzimierz Press –
  - Gyula Kállai,
  - Ferenc,
  - adwokat
- Artur Kaczmarski
- Zbigniew Suszyński
- Andrzej Bogusz – Ferenc Münnich
- Mieczysław Morański – Ferenc Donáth
- Jarosław Boberek –
  - Zoltán Tildy,
  - strażnik więzienny,
- Ryszard Olesiński –
  - żołnierz,
  - jeden ze świadków,
  - strażnik więzienny przeszukujący lekarza
- Katarzyna Tatarak
- Anna Apostolakis

Lektor:
- Maciej Gudowski (czołówka),
- Janusz Szydłowski (tyłówka)

Źródło: Filmweb.